# Гаррі Марковіц
Гаррі Макс Марковіц (англ. Harry Max Markowitz; 24 серпня 1927, Чикаго, Іллінойс — 22 червня 2023, Сан-Дієго, Каліфорнія) — американський економіст (Каліфорнійського університету, Сан-Дієго).
Гаррі Марковіц закінчив університет Чикаго, ступінь доктора отримав Там само.
Г. Марковіц є основоположником сучасної портфельної теорії; відомий піонерської роботою, в якій запропонував новий підхід до дослідження ефектів ризику розподілу інвестицій, кореляції та диверсифікації очікуваних інвестиційних доходів; лауреат Нобелівської премії (1990) «за роботи з теорії фінансової економіки».

## Основні праці
- «Вибір портфеля» (Portfolio Selection [Архівовано 22 червня 2010 у Wayback Machine.], 1952).
- «Вибір портфеля: ефективна диверсифікація інвестицій» (Portfolio Selection: Efficient Diversification of Investments [Архівовано 6 серпня 2009 у Wayback Machine.] Portfolio Selection: Efficient Diversification of Investments, 1959).